# Марксизм
Маркси́зм — философское, экономическое и политическое учение, основанное Карлом Марксом и Фридрихом Энгельсом.
Существуют различные интерпретации учения Маркса, связанные с различными политическими партиями и движениями в общественной мысли и политической практике. Политический марксизм является одним из вариантов социализма наряду с левым анархизмом (см. Социальный анархизм), христианским социализмом и не принимающей марксизма частью демократического социализма и социал-демократии.

## Общая характеристика
Традиционно считается, что большое значение в теории Маркса имеют 3 следующих положения:
- учение о прибавочной стоимости (политическая экономия капитализма),
- материалистическое понимание истории (исторический материализм),
- учение о диктатуре пролетариата (см. также: Научный коммунизм)[3].

Как полагают некоторые исследователи, центральным пунктом теории Маркса, сохраняющим свою актуальность до настоящего времени, — является его концепция развития отчуждения человека от продуктов его собственного труда, отчуждения человека от его собственной сущности и превращение его в капиталистическом обществе в винтик производственного процесса. Отчуждение выступает как форма социальных связей, социальная структура, чуждая человеку, господствующая над ним, лишающая его возможностей творческого саморазвития и разрушающая его сущность. В «Экономико-философских рукописях» 1844 г. Маркс ставит проблему отчуждения в центр своего экономико-философского анализа капиталистического общества.
Классовая борьба, диктатура пролетариата, отмирание классов и государства, построение коммунистического общества, которое также включает в себя несколько фаз, — для Маркса являются звеньями одной цепи, последовательными стадиями исторического процесса преодоления отчуждения, формой присвоения человеком своей отчуждённой сущности посредством трансформации общественных отношений, создания общества, лишённого любых форм диктата и подавления личности, и формирования подлинного всесторонне развитого человека.
Часто принято разделять:
- Марксизм как философское учение (диалектический и исторический материализм);
- Марксизм как учение, оказавшее влияние на научные концепции в экономике, социологии, политологии и других науках;
- Марксизм как политическое течение, утверждающее неизбежность классовой борьбы и социалистической революции, а также ведущую роль пролетариата в революции, которая приведёт к уничтожению товарного производства и частной собственности, составляющих основу капиталистического общества и установлению на основе общественной собственности на средства производства коммунистического общества, направленного на всестороннее развитие каждого члена общества.

## История марксизма
В творчестве Маркса выделяют два периода:
- Ранний Маркс — в центре его внимания стоит проблема отчуждения и способы его преодоления в процессе революционной практики. Общество, свободное от отчуждения, Маркс называет коммунизмом.
- Поздний Маркс — в центре внимания его стоит вскрытие экономических механизмов («базиса») всемирной истории, над которыми надстраивается духовная жизнь общества (идеология). Человек воспринимается как продукт производственной деятельности и как совокупность общественных отношений.

### Манифест коммунистической партии

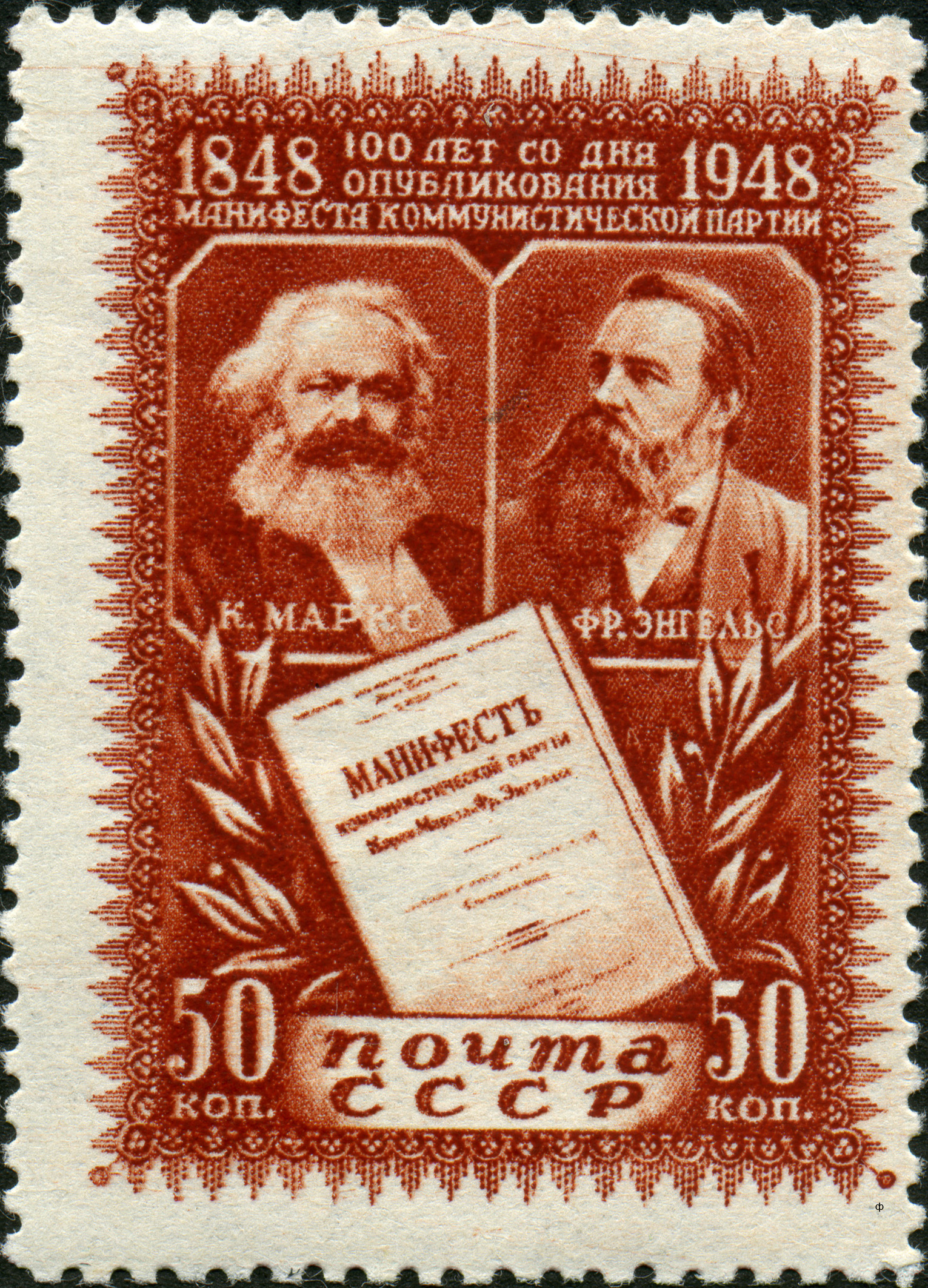
Почтовая марка СССР 1948 года к столетию опубликования «Манифеста Коммунистической партии». Под портретами изображена обложка русского издания «Манифеста»

В 40-х годах XIX века классовая борьба между пролетариатом и буржуазией выступила на первый план в наиболее развитых странах Европы (восстания лионских ткачей в 1831 и 1834, подъём движения английских чартистов в середине 30-х — начале 50-х годов, восстание ткачей в Силезии 1844 года).
Весной 1847 года немецкие мыслители К. Маркс и Ф. Энгельс примкнули к тайному пропагандистскому обществу «Союз коммунистов», организованному немецкими эмигрантами, с которыми Маркс познакомился в Лондоне. По поручению общества они составили знаменитый «Манифест коммунистической партии», опубликованный 21 февраля 1848 года. В нём они провозгласили неотвратимость гибели капитализма от рук пролетариата и привели краткую программу перехода от капиталистической общественной формации к коммунистической:

Пролетариат использует своё политическое господство для того, чтобы вырвать у буржуазии шаг за шагом весь капитал, централизовать все орудия производства в руках государства, то есть пролетариата, организованного как господствующий класс, и возможно более быстро увеличить сумму производительных сил. 

Это может, конечно, произойти сначала лишь при помощи деспотического вмешательства в право собственности и в буржуазные производственные отношения, то есть при помощи мероприятий, которые экономически кажутся недостаточными и несостоятельными, но которые в ходе движения перерастают самих себя и неизбежны как средство для переворота во всём способе производства.

Сама программа содержит 10 пунктов:

Эти мероприятия будут, конечно, различны в различных странах.
Однако в наиболее передовых странах могут быть почти повсеместно применены следующие меры:
1. Экспроприация земельной собственности и обращение земельной ренты на покрытие государственных расходов.
2. Высокий прогрессивный налог.
3. Отмена права наследования.
4. Конфискация имущества всех эмигрантов и мятежников.
5. Централизация кредита в руках государства посредством национального банка с государственным капиталом и с исключительной монополией.
6. Централизация всего транспорта в руках государства.
7. Увеличение числа государственных фабрик, орудий производства, расчистка под пашню и улучшение земель по общему плану.
8. Одинаковая обязательность труда для всех, учреждение промышленных армий, в особенности для земледелия.
9. Соединение земледелия с промышленностью, содействие постепенному устранению различия между городом и деревней.
10. Общественное и бесплатное воспитание всех детей. Устранение фабричного труда детей в современной его форме. Соединение воспитания с материальным производством и т. д.

### Три источника марксизма
«Манифест коммунистической партии» не был сугубо политическим документом, отражающем лишь текущую ситуацию. Он базировался на идеях большого количества предшественников, хотя и в существенно переосмысленном виде. В статье «Три источника и три составных части марксизма» Ленин указывал на три основные направления предшественников:
- Немецкая классическая философия (Георг Гегель, Людвиг Фейербах). В диалектике Гегеля Маркс видел вершину философской мысли. Но Маркс отказался от идеализма в пользу философского материализма (см. диалектический материализм). Углубляя и развивая философский материализм, Маркс распространил его на познание человеческого общества — исторический материализм. Энгельс отмечал, что при написании и «Манифеста коммунистической партии», и особенно «Капитала» применялся диалектический метод[6].
- Английская политическая экономия (Адам Смит и Давид Рикардо) положила начало трудовой теории стоимости. Задолго до Маркса были высказаны идеи, что стоимость товаров формируется пропорционально рабочему времени на их производство. Был ранее известен и прибавочный продукт, но не была ясна его экономическая природа. Маркс развил эти идеи, выделил рабочую силу и прибавочную стоимость в отдельные категории, показал непротиворечивый экономический механизм оборота капитала и роль наёмных рабочих в его увеличении.
- Утопический социализм (Анри Сен-Симон, Шарль Фурье, Роберт Оуэн) послужил основой политических выводов и предложений, которые Маркс и Энгельс сделали в «Манифесте коммунистической партии».

Карл Маркс, однако, жёстко критиковал утопичный «грубый и непродуманный коммунизм» тех, кто просто распространял принцип частной собственности на каждого («общая частная собственность»). Грубый коммунизм, по утверждению Маркса, является порождением «всемирной зависти».

### Поражение революций 1848—1849 годов
В «Манифесте коммунистической партии» Маркс и Энгельс рассматривали насильственную антикапиталистическую революцию как завершающую стадию классовой борьбы между пролетариатом и буржуазией. Но после поражения революций 1848—1849 годов они пересмотрели свои иллюзии относительно близости антикапиталистической революции, что позволило им более трезво оценить повседневную борьбу пролетариата за свои права в рамках буржуазного общества. Они стали говорить о возможности мирных социалистических преобразований, учитывая расширение избирательного права в европейских странах во второй половине XIX века. Так, во введении к переизданию работы Маркса «Классовая борьба во Франции с 1848 по 1850 гг.» Энгельс писал, что «рабочие стали оспаривать у буржуазии каждую выборную должность, если при замещении её в голосовании участвовало достаточное количество рабочих голосов. И вышло так, что буржуазия и правительство стали гораздо больше бояться легальной деятельности рабочей партии, чем нелегальной, успехов на выборах, — чем успехов восстания».

### Создание марксистами политических организаций
В 1864 г. был создан марксистский Первый интернационал. Марксисты основали социал-демократические партии, в которых выделилось как радикальное, революционное направление, так и умеренное, реформистское. Идеологом последнего стал немецкий социал-демократ Э. Бернштейн. В созданном в 1889 г. Втором интернационале до начала 1900-х годов в Интернационале преобладала революционная точка зрения. На конгрессах принимались решения о невозможности союза с буржуазией, недопустимости вхождения в буржуазные правительства, протесты против милитаризма и войны и т. п. В дальнейшем, однако, более значительную роль в Интернационале стали играть реформисты, что вызвало обвинения со стороны радикалов в оппортунизме.

### «Капитал»
Опубликованный в 1867 году «Капитал» стал важнейшим произведением марксизма. В работе давалось теоретическое решение ряда экономических проблем. Существование прибавочной стоимости было установлено задолго до Маркса. Также было ясно, что она формируется из продукта того труда, за который присвоивший этот продукт не заплатил (не предоставил эквивалентную стоимость). Но дальше этого не шли. Одни — классические экономисты — в основном исследовали количественное отношение, в котором продукт труда распределяется между рабочим и владельцем средств производства. Другие — социалисты — считали такое разделение обманом, несправедливостью и искали средства для устранения несправедливости. Маркс показал, что никакого обмана в присвоении нет. В то же время, по-другому распределять результат труда не позволяет сам принцип частной собственности. В «Капитале» были подтверждены выводы, ранее сделанные в «Манифесте коммунистической партии» о необходимости и неизбежности слома капиталистических отношений.

### Марксизм в России
С. Н. Булгаков писал в конце XIX века: «После томительного удушья 80-х годов марксизм явился источником бодрости и деятельного оптимизма… Он усвоил и с настойчивой энергией пропагандировал определённый, освященный вековым опытом Запада практический способ действия, а вместе с тем он оживил упавшую было в русском обществе веру в близость национального возрождения, указывая в экономической европеизации России верный путь к этому возрождению. …Если при оценке общественного значения различных социальных групп марксизмом и была действительно проявлена известная прямолинейность и чрезмерная исключительность, то всё-таки не нужно забывать, что именно успехами практического марксизма определяется начало поворота в общественном настроении».
Начало распространения марксизма в России относят ко второй половине 1880-х годов.
В 1890-е годы в Российской империи он приобретает особый престиж; тогда же сложился так называемый «легальный марксизм» пропагандировались в легальных изданиях: «Новое слово», «Жизнь», «Начало». Представители: Пётр Струве, Михаил Туган-Барановский, Николай Бердяев, обличавшие народничество и выступавшие за демократические свободы, эволюционное реформирование общества. Ключевым тезисом легальных марксистов было признание прогрессивности капитализма на данном этапе: Россия страдает не от капитализма, а от его недостаточного развития. Впоследствии многие из них перешли от марксизма к либерализму, став ядром партии кадетов.
В первой половине XX века из наиболее радикального крыла социал-демократии выделились коммунистические партии. Социал-демократы традиционно выступали за расширение для всего населения демократии и политических свобод в основном через законодательные реформы, а коммунисты, пришедшие к власти сначала в России в 1917 году (большевики), а затем и в ряде других стран, были за кардинальную реорганизацию общества в социалистическое государство через вооружённую революцию с установлением диктатуры пролетариата.
В 1918 г. возникло люксембургианство, противостоящее с одной стороны пробуржуазной политике ревизионистской социал-демократии, а с другой, большевизму. Его основателем была немецкая коммунистка Роза Люксембург.
Взгляды ряда теоретиков коммунизма, которые признавали прогрессивное значение Октябрьской революции в России, но подвергали критике её развитие, а некоторые даже отвергали социалистический характер большевизма, видя в нём государственный капитализм, стали называть левым коммунизмом. Левая оппозиция в РКП(б) и ВКП(б) в 1920-е годы выступала за внутрипартийную демократию, против «нэпмана, кулака и бюрократа». «Левая оппозиция» в СССР прекратила своё существование в результате репрессий, но идеология её лидера Л. Троцкого, высланного из страны, стала достаточно[кому?] популярной за рубежом.

### Раскол в международном движении марксистов
Коммунистическая идеология в том виде, в каком она стала господствующей в СССР в 1920-е годы, получила название «марксизм-ленинизм». Позже возник так называемый «западный марксизм». Его основоположниками принято считать Д. Лукача, Карла Корша, Антонио Грамши.
Разоблачения сталинизма на XX съезде КПСС, советский курс на экономическое развитие при политике «Мирного сосуществования» вызвали недовольство лидера китайских коммунистов Мао Цзэдуна. Его поддержал лидер Албанской партии труда Энвер Ходжа. Политика советского лидера Н. С. Хрущёва была названа ревизионистской. Многие коммунистические партии Европы и Латинской Америки вслед за советско-китайским конфликтом раскололись на группы, ориентированные на СССР, и так называемые «антиревизионистские» группы, ориентированные на Китай и Албанию.
В 1960-е—1970-е годы маоизм пользовался значительной популярностью среди левой интеллигенции на Западе. Лидер КНДР Ким Ир Сен, лавируя между СССР и Китаем, в 1955 провозгласил идеологию «чучхе», которая преподносится как гармоничная трансформация идей марксизма-ленинизма на основе древнекорейской философской мысли.
Крупнейшие социал-демократические партии Европы отказались от приверженности марксизму (СДПГ в 1959 году с принятием Годесбергской программы, ИСРП в 1979 году с избранием Ф. Гонсалеса лидером партии).
Политика и теоретическое обоснование деятельности ряда коммунистических партий Западной Европы, в 1970-х и 1980-х годах критиковавших руководство КПСС в мировом коммунистическом движении, концепцию диктатуры пролетариата и недостаток политических свобод в странах, принявших советскую модель социализма, получила название «еврокоммунизм».

## Марксистская философия
Маркс выступал против распространённого в современной ему Германии «третирования» философии Гегеля и объявляет себя его учеником. Критикуя Гегеля, Маркс ставит вопрос о материалистической переработке его идеалистической диалектики.
В своих ранних работах Маркс с одной стороны осуждает философию за её умозрительное сознание, но с другой стороны, настойчиво подчёркивает необходимость воплощения философии в действительность. Так, широко известен 11-й тезис Маркса о Л. Фейербахе: «Философы лишь различным образом объясняли мир, но дело заключается в том, чтобы изменять его».
Позднее такая позиция вырождается в резкую критику метафизической философии в «Немецкой идеологии».
Предметом марксистской философии, с точки зрения Ф.Энгельса, служит всеобщий диалектический процесс как в природе, так и в обществе. Диалектика, подчёркивает Энгельс, есть наука о наиболее общих законах всякого движения (К. Маркс, Ф. Энгельс, соч., т. 20, с. 582).

### Диалектический материализм
Ни Маркс, ни Энгельс своё учение диалектическим материализмом не называли. Они пользовались понятиями «современный» или «новый» материализм, чтобы отличить свои взгляды от механистического материализма французских просветителей. Термин диалектический материализм введён русским марксистом Георгием Валентиновичем Плехановым (1856—1918) и закреплён Лениным как официальное название философского компонента советской системы марксизма-ленинизма.
Выражение «диалектический материализм» часто используется как синоним марксистской философии. Однако оно не встречается у Маркса и Энгельса, которые говорили о «материалистической диалектике». Выражение «диалектический материализм» ввёл в научный оборот И. Дицген в работе «Экскурсии социалиста в область теории познания».
Диалектический характер марксистской философии связан с материалистической переработкой идеалистической диалектики Гегеля, а также с диалектической переработкой метафизического материализма. Материалистическую диалектику К. Маркс считал не специфически философским, а общенаучным методом исследования, который он, в частности, применил в «Капитале».
Центральным понятием философии марксизма как учения о диалектическом процессе является понятие всеобщности развития на основе законов перехода количественных изменений в качественные, отрицания отрицания и единства и борьбы противоположностей. В «Анти-Дюринге» Энгельс высказывает мысль, что диалектика рассматривает законы мышления, в «Диалектике природы» подчёркивается, что «диалектические законы являются действительными законами развития природы».

### Марксистская философия истории
Философия марксизма находит человека в состоянии отчуждения и основной акцент делает на его освобождении. Однако человек трактуется не как ни от кого независимый индивид, но как «совокупность общественных отношений», поэтому философия марксизма является, прежде всего, философией общества, рассматриваемого в его историческом развитии.
Движущей силой истории Маркс считает «материальное производство» («базис»), который определяет надстройку. Его сподвижник Энгельс утверждает, что именно «труд создал человека». Важнейшим фактом антропогенеза стал переход от присваивающего хозяйства к производящему. Производство накладывает определённый отпечаток на общество, вследствие чего выделяют ряд последовательно сменяющих друг друга формаций или способов производства.
Все известные формации заключают в себе противоречия, в том числе и антагонистические противоречия, неразрешимые в рамках определённой формации и требующие для своего разрешения перехода на более высокий уровень общественного развития. В зависимости от отношений к средствам производства члены общества разделены на классы: рабовладельцы и рабы, феодалы и крестьяне, буржуазия и пролетариат. В ходе классовой борьбы наиболее могущественный класс создаёт государство, а также различные формы идеологии (включая религию, право и искусство) для того, чтобы этот класс мог господствовать над другими классами общества. Смена формаций определяется уровнем развития производительных сил, которые постепенно «перерастают» производственные отношения, вступают в антагонистический конфликт с ними, что приводит к революциям (социальным и политическим).
Коммунистическая революция, по мысли представителей марксизма, должна преодолеть все антагонистические противоречия капитализма, окончательно освободить человека от отчуждения, всех форм наёмного рабства, эксплуатации человека человеком и привести общество к бесклассовой коммунистической формации.

## Экономическое учение Маркса

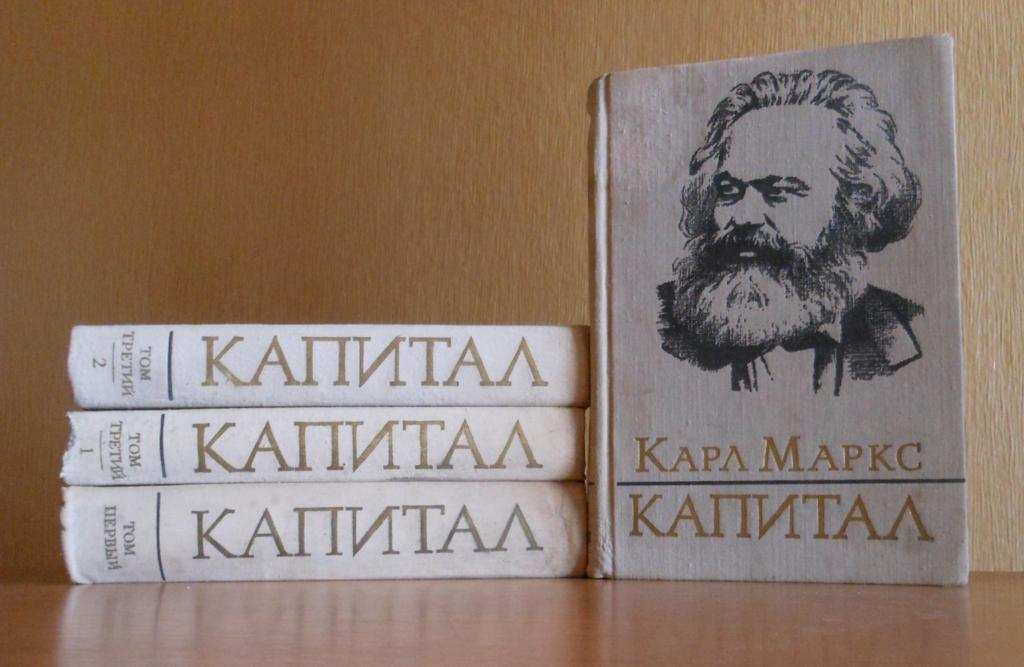
Советское издание «Капитала», 1973 год

Основным трудом Маркса в экономической сфере является «Капитал». Объектом критики Маркса являются меркантилистская, классическая и вульгарная школы. Основная ценность и научная новизна работы Маркса — в комплексном изучении специфического товара Рабочая сила. В результате анализа Маркс выделил и отдельно исследовал прибавочную стоимость как самостоятельное экономическое явление. С помощью этого нового понятия Маркс пытался объяснить источник и природу прибыли на капитал, а также различные формы экономической эксплуатации.
Мнения исследователей об экономическом учении марксизма разделились. Некоторые экономисты (Бём-Баверк и др.) поставили под сомнение как саму экономическую доктрину Маркса, так и политические выводы из неё. Другие признают важное значение экономической теории К. Маркса. Так, Василий Леонтьев, лауреат Нобелевской премии по экономике, в работе «Современное значение экономической теории К. Маркса» (1938) писал:
Маркс был великим знатоком природы капиталистической системы. Как многие личности такого типа, Маркс также имел собственные рациональные теории, но эти теории в общем не всегда последовательны. Их внутренняя слабость проявляется тотчас же, как только другие экономисты, не наделённые исключительным здравым смыслом Маркса, пытаются на основе его проектов развивать марксистскую теорию.
…
Если, перед тем как попытаться дать какое-либо объяснение экономического развития, некто захочет узнать, что в действительности представляют собой прибыль, заработная плата, капиталистическое предприятие, он может получить в трёх томах «Капитала» более реалистическую и качественную информацию из первоисточника, чем та, которую он мог бы найти в десяти последовательных отчётах Бюро переписи США, в дюжине учебников по современной экономике и даже, осмелюсь сказать, в собрании сочинений Торстейна Веблена.

## Марксистская социология
Карл Маркс не использовал в своих работах термин «социология», ассоциировавшийся в то время с именем Огюста Конта. Однако в современной научной практике принято считать, что работы Маркса оказали значительное влияние на развитие социологии. Воззрения Маркса в значительной степени отличаются от многих других признанных классиков социологии, поэтому его идеи принято выделять в отдельное направление.
Прежде всего, стоит сказать о материалистическом понимании истории: в основе всех социальных изменений лежат не идеи и прочие духовные ценности, которые вторичны, а сугубо экономические интересы основных социальных групп общества. Так, в результате конфликта классов по поводу экономических ресурсов, отношения к собственности и свершаются революции, обозначающие смену общественно-экономических формаций. Другими словами, все изменения в обществе и движение истории происходит в результате нарастания внутренних противоречий и разрешения социальных конфликтов, возникающих между господствующим и другими классами общества. Именно на конфликте, по мнению Маркса, построена социальная структура. Таким образом, можно утверждать, что Маркс отвергал в рамках капиталистической формации идею социального консенсуса, согласно которой единство общества зиждется на социальной солидарности, и утверждал, что общество изначально нестабильно и только благодаря этому внутреннему противоречию живёт и развивается.
Однако, согласно Марксу, достижение социального консенсуса и социальной гармонии возможно на более высоких уровнях общественного развития (коммунизм), становящихся началом подлинной человеческой истории.
В России идеи марксистской социологии получили широкое распространение благодаря Г. В. Плеханову.

## Коммунизм
Коммунизм — закономерный этап развития общества (см. Манифест коммунистической партии). Степень развития производительных сил определяет ступень, до которой могут развиться общественные отношения. По мере развития производительных сил общество получает всё больше ресурсов, может «позволить» себе и отдельным своим членам всё больше свободы, и таким образом перейти на более высокую ступень общественных отношений.
Коммунизм Маркс понимал (Критика Готской программы) как высшую ступень развития человечества, когда уничтожено право частной собственности, отмирает государство и классовые отношения, преодолено отчуждение человека от результатов его труда. Человечество диалектически развивается по спирали, и оно должно прийти к тому, с чего начинало: к отсутствию частной собственности на средства производства, как в первобытном обществе, но уже на новом уровне, обусловленном высокой степенью развития производительных сил.
В своей концепции К. Маркс рассматривал конкуренцию и вражду индивидов не как извечно присущее человечеству качество, эталон и неизменную основу демократии, в отличие от основателей либерализма Гоббса и Локка и представителей современного неолиберализма, а как признак примитивности общества, его неразвитости и неполноценности, которая будет преодолена по мере общественного развития.
Марксизм не признавал никакую из существовавших на тот момент моделей демократии, в том числе и парламентскую. Это объяснялось тем, что демократия — продукт государственности, буржуазного капиталистического общества, а следовательно, она по определению не может принести свободу гражданам. Маркс полагал, что только свобода может привести к развитию каждого отдельного человека, а она, в свою очередь, достижима только в бесклассовом коммунистическом обществе. Демократия в марксистской теории понимается скорее как социальный феномен, нежели как политический режим. Это естественная форма самоуправления тех общин, которые будут сформированы в обществе с отсутствием частной собственности. Коллективное владение также будет способствовать демократическому равенству между людьми, так как именно собственность частная порождает социальное неравенство. Некоторые последователи Маркса, например, В. И. Ленин, и вовсе считали, что при переходе к коммунизму демократия исчезнет вместе с государственностью, потому что сама демократия, по мнению Ленина, была тоже формой государства, поощрявшей определённый вид угнетения — диктатуру большинства по отношению к меньшинству.
В «Критике Готской программы» К. Маркс утверждал, что на высшей стадии развития коммунистического общества, когда исчезнет порабощающее человека разделение труда; когда исчезнет вместе с этим противоположность умственного и физического труда; когда труд перестанет быть только средством для жизни, а станет сам первой потребностью жизни; когда вместе со всесторонним развитием индивидов вырастут и все производительные силы и все источники общественного богатства польются полным потоком, лишь тогда можно будет совершенно преодолеть узкий горизонт буржуазного права, и общество сможет написать на своём знамени: «Каждый по способностям! Каждому по потребностям!» (К. Маркс, Ф. Энгельс, Собр. соч. изд.2, Т.19, с.20).
В «Манифесте коммунистической партии» К. Маркс писал: «На место старого буржуазного общества с его классами и классовыми противоположностями приходит ассоциация в которой свободное развитие каждого есть условие свободного развития всех» (К. Маркс, Ф. Энгельс, собр. соч. изд. 2, т. 4, с. 447).

### Марксизм как официальная идеология
В ряде государств в течение тех или иных исторических периодов у власти находились различные политические партии и движения называющие себя марксистскими, или находившиеся под влиянием марксизма. Марксизм в этих странах зачастую объявлялся официальной государственной идеологией или был таковой де-факто.
Далеко не все политики, использовавшие и использующие марксизм для оправдания своих действий, действительно в нём разбирались и были его последовательными и убеждёнными сторонниками. Довольно часто марксизм использовался как идеологическое прикрытие для замыслов и действий, далёких от идей и целей марксизма.
Ряд современных исследователей высказывают мнение, что философской основой политических программ большинства компартий ленинского типа был догматизированный марксизм. Существует мнение, что марксизм послужил теоретическим обоснованием для тоталитарных коммунистических режимов XX века (см. здесь).

## Марксистские и постмарксистские школы и направления
Теория и идеология Маркса породила широкий спектр различных доктрин как в научной сфере, так и в политике.

### Российский марксизм XIX — нач. XX вв.
- Плеханов Г. В.
- Ленин В. И.
- Бухарин Н. И.
- Покровский М. Н.
- Сталин И. В.
- Богданов А. А.
- Троцкий Л. Д.
- Мартов Ю. О.
- Дан Ф. И.
- Чхеидзе Н. С.
- Аксельрод П. Б.
- Рубин И. И.
- Федосеев Н. Е.
- Потресов А. Н.

### Советский марксизм XX в.
- Выготский Л. С.
- Лифшиц М. А.
- Ильенков Э. В.
- Вазюлин В. А.
- Стёпин В. С.
- Орлов В. В.
- Семёнов Ю. И.
- Иовчук М. Т.
- Ойзерман Т. И.
- Кедров Б. М.

### Российский марксизм XXI в.
- Бузгалин А. В.
- Колганов А. И.
- Славин. Б. Ф.
- Семёнов Ю. И.
- Завалько Г. А.
- Науменко Л. К.
- Муравьёв Ю. А.
- Подгузов В. А.

### Российскийпостмарксизмв конце XX — начале XXI в.
- Тарасов А. Н.
- Бугера В. Е.

### Западный марксизм XIX — начале XX в.
- Вернер Зомбарт
- Карл Каутский
- Карл Либкнехт
- Роза Люксембург
- Отто Бауэр
- Карл Реннер
- Рудольф Гильфердинг

### Западный марксизминеомарксизмXX в.
- Дьёрдь Лукач — проблемы отчуждения, товарного фетишизма.
- Луи Альтюссер — структуралистский марксизм.
- Эрнст Блох — философия надежды, марксизм как религия — как открытость будущему.
- Вильгельм Райх — фрейдомарксизм, разработка идеи «сексуальной революции».
- Франкфуртская школа, среди представителей которой наиболее близкими к марксизму были Эрих Фромм, Теодор Адорно и поздний Герберт Маркузе («Контрреволюция и бунт» 1972 год).
- Жан-Поль Сартр — марксизм-экзистенциализм, проблемы отчуждения, свободы.
- Антонио Грамши — гражданское общество, интеллигенция, культура.
- Эрнест Мандель — изучение анатомии бюрократии в Советском Союзе и при капитализме; исследование перспектив её отмирания при переходе общества на качественно новую ступень развития.
- Бертелл Оллман — отчуждение.
- Перри Андерсон — британско-американский историк, теоретик движения «новых левых».
- Максимилиан Рюбель — марксистский историк и теоретик либертарного коммунизма.
- Коркут Боратав — марксистский экономист, изучал проблемы распределения ресурсов и международной эксплуатации.
- Иммануил Валлерстайн — американский социолог-неомарксист, один из основателей мир-системного анализа.
- Самир Амин — франкоязычный египетский политолог и экономист, исследователь глобализации, один из теоретиков неомарксизма и основоположников мир-системного подхода, исследователь зависимого развития.

### Западныйпостмарксизмв конце XX — начале XXI в.
- Мануэль Кастельс.
- Эрнесто Лаклау.
- Иштван Месарош — критика капитализма, проблемы отчуждения.
- Шанталь Муфф.

## Критика
- По мнению ряда историков и экономистов, попытки построить «справедливое общество» на основе классического марксизма не только нежизнеспособны и утопичны, но и привели к напрасной гибели миллионов людей во всём мире➤[27][28].
- Российский философ и богослов С. Н. Булгаков считал, что детерминированность исторического процесса, постулируемая марксизмом, противоречит его же призыву к воздействию на историю. По словам Булгакова[29]:

Марксизм предсказывает наступление социализма, как астрономия — лунное затмение, и для осуществления этого лунного затмения организует партию.

- Видный немецкий философ К. Т. Ясперс, высоко оценивая эвристическое значение марксизма, в то же время критиковал его за абсолютизацию выявленных им закономерностей в функционировании общества:

…научный марксизм дал чрезвычайно плодотворный метод познания, однако в качестве абсолютизированного тотального учения в области философии истории и социологии он превратился в заблуждение — что может быть научно доказано, — в мировоззрение, предающееся фантазиям.
В итоге марксизм, считал Ясперс, оказался не наукой, а видом мифотворчества, основанным на вере в то, что разрушение существующего мира приведёт к рождению нового человека.
- Известный философ К. Поппер считал марксистскую идеологию ошибочной, иллюзорной, по сути являющейся религией. Поппер считал, что существует множество путей исторического развития. Ненаучность марксизма он видел в догматизме мнения об отсутствии альтернатив развития. Марксизм, с точки зрения Поппера, не отвечает его критерию фальсифицируемости научной теории. Поппер отмечал, что ни К. Маркс, ни его последователи не доказывали, что «социализм» или «коммунизм» являются единственной альтернативой «капитализму»[32].

### Бём-Баверк
Видный австрийский экономист Ойген фон Бём-Баверк, в своём труде «Критика теории Маркса», опубликованном в 1896 году, дал подробный анализ экономической теории Маркса. На основе обнаруженных расхождений и противоречий между 1-м и 3-м томами «Капитала» Бём-Баверк сделал вывод об ошибочности главных элементов теории Маркса: трудовой теории стоимости и теории прибавочной стоимости. Массовую популярность идей Маркса Бём-Баверк объяснял исключительно их психологической притягательностью для определённых слоёв населения:

Толпа же — что вполне понятно — <…> переходит на сторону такой теории. Критическое исследование ведь не её дело; она просто следует своим желаниям. Она верит в теорию эксплуатации, потому что она ей приятна, хотя она и неверна; и она верила бы в неё и в том случае, если бы её теоретическое обоснование было ещё слабее, чем оно есть на самом деле.

### Бакунин
С принципиальной критикой Маркса выступал известный теоретик анархизма М. А. Бакунин.
Бакунин признавал «гениальность Маркса» и частично принимал его взгляды относительно классовой борьбы и природы капитализма. Однако он считал взгляды Маркса односторонними, а его методы — губительными для социальной революции. Особенно резко Бакунин выступал против концепции диктатуры пролетариата, указывая на опасность авторитаризма. Бакунин предупреждал:

Если взять самого пламенного революционера и дать ему абсолютную власть, то через год он будет хуже, чем сам Царь.
Оригинальный текст (англ.)If you took the most ardent revolutionary, vested him in absolute power, within a year he would be worse than the Tsar himself.

### Шумпетер
В посвящённой марксистской доктрине первой части книги «Капитализм, социализм и демократия» Йозеф Шумпетер называет марксизм подделкой под религию, обещающей рай уже при жизни. Успех марксизма обусловлен тем, что в нём иррациональные чаяния тех, кому плохо жилось, облечены в одежду научного анализа в соответствии с рационалистическими тенденциями эпохи.
В книге «История экономического анализа» Шумпетер оценивает Маркса только как социолога и экономиста, разбив его «вероучение» на «куски», которые делятся на социологическую и экономическую группы. Социологические «куски» содержат вклады в науку первостепенной важности, такие как «экономическая интерпретация истории». Но остальная часть социологии Маркса не нова и не оригинальна, а заимствована из радикальной литературы своего времени. С точки зрения истории экономической мысли Маркс должен рассматриваться как экономист-классик, представитель группы рикардианцев, его оригинальность заключается в эволюционном подходе к экономике, поиске механизмов изменений. Маркс — очень многословный, часто повторяющийся автор, за исключением первого тома «Капитала», его теоретические труды крайне неполно отражают его аргументацию, так что невозможно выделить наиболее важные положения. При чтении работ Маркса требуется отделять науку от идеологии:

…читатель, стремящийся не только к получению первоначальных знаний, но и к достижению иных целей, должен, конечно, научиться отличать факты и логически корректную аргументацию от идеологических миражей. Маркс сам нам в этом поможет: иногда, отчасти осознавая своё идеологическое заблуждение и всё же защищая свою идеологию, его язвительная риторика достигает высшей точки, и это обычно происходит там, где допускается ошибочная аргументация.— 

## Историческая роль
Оценки исторической роли марксизма противоречивы.

### Позитивные оценки
Российский историк и философ марксистского направления Ю. И. Семёнов в одной из своих работ писал:

Марксистская политэкономия капитализма была создана в основном в середине XIX в. С тех пор в экономике капитализма произошли существенные изменения. Жизнь ушла вперёд, а теория продолжала оставаться в основном такой, какой она вышла из-под пера К. Маркса. Результатом явилось расхождение между ней и реальным положением вещей. Экономическая теория марксизма в том виде, в котором она продолжала излагаться, явно устарела. Но это вовсе не значит, что она должна быть полностью отброшена. <…> Значительно больше, чем экономическая теория, устарела созданная К. Марксом и Ф. Энгельсом концепция социализма. Она во многом лишилась теоретического обоснования. Многие противоречия капитализма были преодолены иными способами, чем те, на которые указывали основоположники марксизма. В целом во многом ошибочным оказалось их представление о путях социального переустройства капиталистического общества.

Лучше всего обстоит дело с марксистской философией вообще, материалистическим пониманием истории в частности. Все ключевые положения философии марксизма остаются актуальными и сейчас. Но это, разумеется, отнюдь не означает, что она не нуждается в дальнейшей разработке на основе обобщения новейших данных науки. Материалистическое понимание истории и сейчас продолжает оставаться наилучшим из ныне существующих подходов к осмыслению фактического материала, имеющегося в распоряжении общественных наук. С этим связан непрерывно растущий интерес к нему среди зарубежных исследователей, особенно среди этнологов и археологов.
Исторический процесс оказался более многомерным и многовекторным, чем он представлялся основателям марксизма в XIX веке. Однако влияние марксизма на историю XX века трудно переоценить (см. также здесь). Марксистская теория и опыт её практической реализации оказывают огромное влияние на социальных акторов, способствовавших формированию компенсаторных механизмов, противоречащих конкурентной сущности капитализма, но сглаживающих и маскирующих сущностные противоречия капиталистического общества и способствующих его сохранению. Формы стратегического планирования развития экономики, модели прямого вмешательства государства и административное регулирование рыночной экономики в кризисных ситуациях, а также разветвлённая система социальной защиты современного западного общества во многом создана как ответ на вызовы господствующему классу со стороны социальных экспериментов, основанных на марксистской теории. Например, в ответ на введение в Советской России восьмичасового рабочего дня в 1917 году, уже в 1919 году лидеры крупнейших западных стран заключили в Вашингтоне соглашение о введении восьмичасового рабочего дня и у себя.
В 1919 г. при активном участии западной социал-демократии с целью содействия эволюционному пути развития капиталистического общества при Лиге наций в качестве её структурного подразделения была создана Международная организация труда для предотвращения социальных конфликтов, улучшению социальной защиты, установления и поддержания социального мира между различными социальными слоями общества.
В 1919 г. в Женеве Международной организацией труда была принята Конвенция о рабочем времени в промышленности, ограничивающая рабочий день до восьми часов, а трудовую неделю до сорока восьми часов.
Существует мнение, что марксизм, а также опыт его практического применения в СССР:
- представляет один из важнейших сдерживающих факторов, ограничивающих произвол господствующего класса, учитывающего последствия революций в своём отношении к решению социальных проблем: по мнению журналистки Никифоровой[41], западная капиталистическая система была вынуждена смягчать свою социальную политику и поддерживать существование среднего класса, чтобы компенсировать влияние советской социальной модели и предотвратить рост радикальных общественных настроений;
- служит одной из немногих научно обоснованных попыток всестороннего анализа исторического процесса, не только систематизирующих прошлое и настоящее, но и имеющих прогностическую функцию (North, 1994; Maclellan, 1998)[42][43];
- содержит в себе плодотворный метод научного познания, применимый также вне дискурса марксистской теории[44];
- послужил идеологической основой формирования СССР.

По мнению политолога и публициста, представителя критического марксизма Б. Ф. Славина:
- история подтвердила одно из основных положений марксизма: улучшение социального положения трудящихся пропорционально уровню их самоорганизации в борьбе за свои права[45];
- значительной притягательностью по сравнению с капиталистическим идеалом общества потребления обладает нравственный идеал марксизма, под который марксизм стремится подвести научное основание, — объединяющий всё человечество и придающий эсхатологический смысл историческому процессу в целом — освобождение человека от всех форм эксплуатации, построение справедливого бесклассового общества и формирование подлинного человека, всесторонне развитой личности, имеющей все возможности реализовать свой потенциал и удовлетворить все потребности[45];
- некоторые исследователи утверждают, что основные положения марксистской теории не только не опровергнуты, но и становятся всё более актуальными по мере исторического развития[46];
- история подтвердила один из основных тезисов марксизма о растущей социальной поляризации в современном обществе, когда 1 % населения принадлежит 50 % всего накопленного обществом совокупного мирового богатства[47] (Капитал в XXI веке);
- в европейских странах, где сильны позиции социал-демократов, ориентированных на социалистические принципы, развитие социальной сферы и сбалансированное налогообложение, уровень социального неравенства значительно ниже тех стран, где социал-демократы не имеют значительного влияния[48][49];
- марксистская концепция послужила стимулом и теоретической базой для возникновения новых исследовательских направлений и концепций, особенно в западной исследовательской традиции.

Среди учёных существует и прямо противоположное мнение, состоящее в том, что марксизм послужил теоретическим оправданием наиболее тяжких преступлений против человечества (см.)

### Теория конвергенции
Признание теоретического потенциала марксизма со стороны некоторых западных философов нашло своё выражение в теориях конвергенции, рассматривающих тенденцию сближения капитализма и социализма в современном западном обществе и возможность совмещения достоинств социализма и капитализма в одном общественном строе.
Карл Поппер в работе «Открытое общество и его враги» наряду с критикой Маркса отмечал и его положительный вклад:

Следует признать, что многие вещи Маркс видел в правильном свете. Если ограничиться только его пророчеством относительно того, что системе не ограниченного законодательно капитализма, какой он её знал, не суждено существовать очень долго и что её апологеты, считавшие её вечной, заблуждаются, то мы должны сказать, что он оказался прав. Он был прав также, полагая, что в значительной мере именно «классовая борьба», то есть объединение рабочих, вызовет преобразование старой экономической системы в новую экономическую систему.
…

Одна из исторических закономерностей, на открытие которой он претендовал, носит, по-видимому, более устойчивый характер, чем другие. Я имею в виду тенденцию к развитию средств производства и особенно к росту производительности труда. В самом деле, кажется, что эта тенденция сохранится в течение какого-то времени, конечно, при условии, что не прервётся ход цивилизации. Однако Маркс не просто распознал эту тенденцию и её «цивилизаторские (civilizing) стороны»; он разглядел также заключённые в ней опасности.— Карл Поппер. «Открытое общество и его враги»

### Негативные оценки
Некоторые историки считают, что влияние Маркса на исторические процессы было негативным. В частности, британский историк С. Себаг-Монтефиоре в своей статье в газете Daily Mail указывает на то, что именно марксизм послужил теоретическим обоснованием для тоталитарных коммунистических режимов XX века:

Ни одно философское учение со времён Адама не служило оправданием для такого количества убийств, [как теории Маркса]. … Без Маркса у Ленина и Сталина не было бы идеологии, позволившей им развязать террор против собственной страны, жертвами которого стали 60 миллионов человек. … Без Маркса не было бы ни Холодной войны, ни «железного занавеса», ни ГУЛАГа.— Себаг-Монтефиоре. «Чудовище по имени Маркс»